# ESPNU
ESPNU는 ESPN의 대학교 전용 스포츠 채널이다. 주로 전미 대학 체육 협회의 디비젼 1 소속 대학교의 농구, 미식 축구, 라크로스, 야구, 배구, 하키 등을 방송 중에 있다. 경쟁 채널로는 CBS 스포츠 네트워크, 폭스 칼리지 스포츠, NBCSN 등이 있다.

## 연혁
2005년 3월 4일에 개설되었다. 이때 첫 행사는 오하이오 밸리 컨퍼런스의 남자 농구 경기였다. 런칭 당시 CBS 스포츠 네트워크랑 경쟁하였다.

## 현재 방송중인 프로그램
- 스포츠센터U(2006~현재)
- ESPNU 대학 야구 (2005~현재)
- ESPNU 대학 농구 (2005~현재)
- ESPNU 대학 풋볼(2005~현재)
- ESPNU 대학 하키(2005~현재)
- ESPNU 대학 라크로스(2005~현재)
- ESPNU 대학 축구 (2005~현재)
- ESPNU 대학 소프트볼 (2005~현재)
- ESPNU 대학 배구(2005~현재)
- 하이스쿨 쇼케이스 (2005~현재)